# Кривополье (Минская область)
Кривополье (бел. Крываполле) — деревня в Червенском районе Минской области. Входит в состав Волевачевкого сельсовета.

## Географическое положение
Находится в примерно 36 километрах от железнодорожной станции Пуховичи на линии Минск-Осиповичи и в 2 километрах от автодороги Минск-Могилëв.

## История
В письменных источниках впервые упоминается с конца XVIII века как слобода Кривое Поле Игуменского уезда Минской губернии. На 1800 год было 5 дворов, 28 жителей. Согласно переписи населения Российской империи 1897 года деревня Гребёнской волости Игуменского уезда Минской губернии, где располагалось 18 дворов, проживало 142 человека. В деревне функционировала православная часовня, при которой работала церковная школа грамоты. На начало XX века здесь насчитывался 31 двор, 200 жителей. 20 августа 1924 года деревня вошла в состав вновь образованного Валевачского сельсовета Червенского района (с 20 февраля 1938 — Минской области. Согласно Переписи населения СССР 1926 года в деревне было 35 дворов, проживали 186 человек. В 1930 году организован колхоз «Искра», на 1932 год в него входили 9 крестьянских хозяйств. Немцы оккупировали деревню в конце июня 1941 года. В 1944 году в районе деревни в бою с немцами погиб партизан А. П. Забавский, который был похоронен в одиночной могиле на деревенском кладбище. В 1976 году там был поставлен памятник-обелиск. Кроме того, 10 жителей Кривополья не вернулись с фронта. Освобождена 2 июля 1944 года. На 1960 год 236 жителей. Колхоз «Искра» функционировал в деревне как минимум до конца 1980-х. По итогам переписи населения Беларуси 1997 года в деревне насчитывалось 35 домов и 66 жителей.

## Население
- 1800 — 5 дворов, 28 жителей.
- 1897 — 18 дворов, 142 жителя.
- начало XX века — 31 двор, 200 жителей.
- 1926 — 35 дворов, 186 жителей.
- 1960 — 236 жителей.
- 1996 — 35 дворов, 66 жителей.
- 2013 — 12 дворов, 20 жителей.